# Kwere (peuple)
Pour les articles homonymes, voir Kwere.
Les Kwere (ou WaKwere) sont une population d'Afrique australe surtout présente dans les régions côtières de la Tanzanie orientale, notamment dans le district de Bagamoyo de la région de Pwani.
Ils sont proches des Zaramos.

## Histoire
Au XIXe siècle, les Kwere ont payé un lourd tribut à la traite orientale.

## Population
C'est une société matrilinéaire. La plupart des Kwere sont agriculteurs (riz, maïs, sorgho, sésame, coton...) ou pêcheurs.

## Langue
Ils parlent le kwere (ou kikwere), une langue bantoue qu'eux-mêmes désignent sous le nom de nghwele.

## Culture

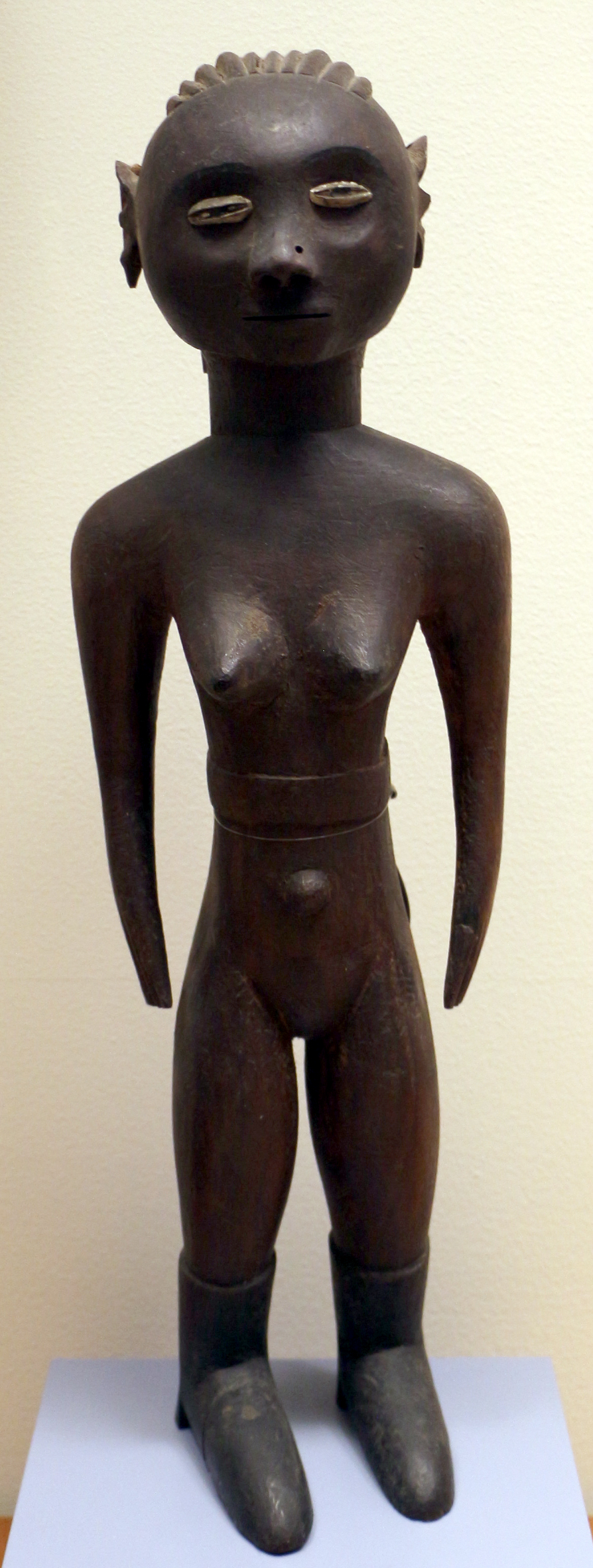
Statuette féminine en bois.

Ils pratiquent la sculpture sur bois et, comme les Zaramos, ils réalisent notamment de petites poupées de fécondité (mwana hiti) qui sont remises aux jeunes filles au moment de l'initiation.